# The King of Fighters '97
The King of Fighters '97 é um videogame produzido no ano de 1997 pela SNK.